# Святослав Ярославич (князь тверской)
Святослав Ярославич Тверской (? — 1282/1285) — тверской князь с 1271 по 1282/1285. Старший сын Ярослава Ярославича Тверского.

## Биография
Ни год рождения, ни точный год смерти Святослава Ярославича не известны. Участвовал в борьбе за Новгородское княжение Дмитрия Александровича Переяславского и Василия Ярославича Костромского с 1272 по 1277. Поддерживал притязания последнего как великого князя на княжение в Новгороде. Будучи союзником Василия Ярославича, атаковал новгородские «пригороды» Волок Ламский, Бежицы и Вологду.
Конфликт между Тверью и Переяславлем продолжался и после смерти Василия Ярославича и длился до начала 1290-х годов.
После военного похода на Дмитров в 1282 году имя Святослава исчезает из летописей.